# Califa
Califa (de l'àrab خليفة, ẖalīfa, ‘successor’, ‘substitut’, ‘representant’, ‘lloctinent’) és el títol que designava la màxima autoritat de l'islam, tant a nivell espiritual com polític. Quan encara era vigent, el califa regia el califat, que teòricament comprenia el conjunt del món sota domini islàmic. Aquesta institució perdurà fins a l'any 1924, quan fou abolida per Mustafà Kemal, conegut com a Atatürk, que posà fi a l'existència del darrer califat, el califat otomà.
Com a líders religiosos, els califes havien de garantir la cohesió de la comunitat, però no tenien poder per a prescriure cap dogma, car es considerava que la revelació divina era completa i havia estat expressada de manera definitiva pel profeta Muhàmmad. Com a líders polítics, els califes varen perdre progressivament les seves atribucions en favor dels diferents soldans, que foren els governants efectius dels territoris situats sota l'ègida del califa.
La majoria de musulmans pensaven que el califa havia de ser escollit entre els millors fidels. El primer va ser Abu-Bakr as-Siddiq, a qui es donà el títol de khalífat Rassul-Al·lah (àrab: خليفة رسول ﷲ, ẖalīfat Rasūl Allāh, ‘successor del missatger de Déu’). El regnat dels quatre primers califes (califat dels raixidun) és considerat com l'edat d'or del món islàmic i se'ls anomenà els «califes ben guiats» o els «quatre califes justos». Després d'aquests, amb els omeies, el títol esdevingué hereditari.

## Problemes de successió
A la mort de Mahoma, l'any 632, aquest no deixà cap norma explícita sobre qui l'havia de succeir, Segons els qui esdevindrien els futurs sunnites, calia respectar unes exigències per a accedir al califat:
- El califa havia de ser un àrab i havia de pertànyer a la tribu dels quraix (a la qual pertanyia Muhàmmad).
- Un consell d'ancians que representés la comunitat islàmica (l'umma) n'escolliria el successor.
- El califa tenia com a missió la difusió de la religió.

Així, va ser elegit com a successor del Profeta el seu sogre Abu-Bakr.
Segons els qui esdevindrien els futurs xiïtes, però, Muhàmmad sí que havia designat un successor abans de morir: el seu gendre Alí ibn Abi-Tàlib, casat amb la seva filla Fàtima az-Zahrà. Per als seguidors d'Alí, doncs, aquest i els seus descendents havien de ser els legítims califes. Alí fou triat califa només en quart lloc; però, després de la seva elecció, esclatà una fitna o guerra civil, que donà lloc a la divisió de l'umma en tres blocs: els partidaris d'Alí, en endavant anomenats xiïtes; els partidaris de Muàwiya ibn Abi-Sufyan, el seu oponent i primer califa omeia, que constituirien la majoria de musulmans i, amb el temps, serien anomenats sunnites; i un tercer grup, els kharigites, oposats tant a uns com als altres i partidaris de l'elecció del califa entre tots els membres de la comunitat.

## Califats
Sorgiren o es crearen els següents califats fins a la seva abolició, l'any 1924:0
- Primer califat. Electes per la comunitat. Únic califat reconegut per sunnites i xiïtes.
- Califat omeia (661-756). Primer califat hereditari d'orientació sunnita. La seva capital fou Damasc.
- Califat Abbàssida (756-1258). D'orientació sunnita. La seva capital fou Kufa (756-762), després Bagdad (762-1258) i, finalment, el Caire (1258-1517).
- Califat Fatimita (909-1171). D'orientació xiïta. Les seves capitals foren Kairuan (909-973) i el Caire (973-1171).
- Califat de Còrdova (929-1031). D'orientació sunnita.
- Califat otomà (1517-1924). D'orientació sunnita. Les seves capitals van ser Edirne i Istanbul (1453-1924). Turquia va abolir el califat en la reforma constitucional del 1926.

A més, l'Imperi Almohade (1145-1269), amb capital a Marràqueix, tot i que no fou oficialment un califat ni el seu governant emprà el títol de califa, sí que feu ús d'un tractament habitualment associat al califa: el de príncep dels creients (després heretat pel soldà del Marroc, fins avui).
D'altra banda, Hussein ibn Ali (xerif de la Meca), després de la caiguda de l'Imperi Otomà, i enmig dels debats que recorrien el món islàmic sobre la recuperació de l'abolit califat, utilitzà durant uns anys, fins a la seva mort, el títol de califa.

## Teoria i pràctica en la política àrab
Ibn Khaldun, en l'extens pròleg (muqaddima) que posà a la seva Història Universal (Kitab al-ibar), inventarià les constants a les quals s'havia subjectat l'evolució del món àrab fins a la seva època, i hi anotà que "quan una dinastia radica de forma sòlida en una família o en un clan, quan la monarquia és absoluta i la tribu que li serví de suport per assolir el poder se'n troba allunyada, quan la monarquia és efectivament hereva, es veu freqüentment que els ministres es fan amos del vertader poder".
Això acostuma a ocórrer quan el pare deixa per hereu un nen o un príncep sense caràcter, o bé quan un d'aquests és col·locat en el tron per les seves criatures i servidors. És evident que, llavors, és incapaç de governar i el poder recau en les mans del seu tutor, visir del seu pare, client o contríbul.
Aquest personatge sembla el custodi del poder, però aviat es veu que l'exerceix de fet i que utilitza les circumstàncies per assegurar la seva pròpia autoritat: manté el jove príncep apartat del poble; l'acostuma als luxes i li'n facilita tots els plaers, que el porten a poc a poc a l'abandó dels seus deures i acaben dominant-lo per complet; el convenç que la funció del rei consisteix a assentar-se en el tron, prémer les mans dels alts funcionaris, obligar que li donin el tractament de ‘senyor' i gaudir de les mullers de l'harem. El príncep resta convençut que és el primer ministre el qui ha d'exercir de fet el poder executiu, governar i disposar en totes les prerrogatives reials, tals com el comandament de l'exèrcit, la direcció de les finances o la defensa nacional. I li encarrega tots aquests afers.
Finalment, el ministre adopta el tarannà de qui governa, de qui regna efectivament. El poder reial ja li pertany i el conserva per a la seva família i els seus fills. Tal ha estat el cas dels búyides, dels turcs amb Abu-l-Misk Kàfur, i molts d'altres a l'Orient. El mateix succeí amb Almansor a l'Àndalus.
| «                | Pot donar-se el cas que el príncep tutelat i privat d'autoritat s'adoni de la seva situació i intenti emancipar-se. En aquest cas, pot retornar el poder reial a la seva família i posar fi als abusos del tutor, assassinant-lo o destituint-lo. Però aquest cas és molt rar. En general, quan una dinastia cau sota la tutela dels seus ministres i dels seus clients, hi continua sotmesa per sempre: és esclava del luxe, de la blanesa i del benestar en què s'han educat els joves prínceps. Aquests obliden les qualitats virils, perquè les seves dides i serventes li han llimat les arestes del caràcter, els han efeminat: no volen governar perquè manquen de l'hàbit de l'exercici del poder, que és prerrogativa de la superioritat. La seva ambició es limita a satisfer el seu prestigi i a gaudir del plaer i de tots els luxes. D'aquesta forma, lliberts i clients es fan amb el sobirà cada vegada que una família reial arriba al zenit del poder i s'allunya del clan que l'alçà. Això és el que ocorre amb les dinasties, segons s'ha vist. Tals són els mals dinàstics quasi sempre incurables: Déu dona la seva reialesa a qui vol. | » |
| — Alcorà, 2. 247 | |   |

En efecte, els fundadors d'una dinastia triomfen mercès a la solidaritat que guarden amb els individus de la seva tribu, perquè els llaços de sang els obliguen a seguir-los i s'identifiquen amb els interessos del sobirà. Aquesta identificació constant fa viable la supervivència de la dinastia. Però el personatge que assoleix sobreposar-se al rei participa en la ideologia de la tribu que monopolitza el poder o en la dels seus lliberts i clients. Aquesta ideologia és la mateixa de la família reial, depèn d'aquesta i, per tant, no s'hi pot alçar-se en contra. Per això, encara que sigui el més fort, no exerceix descaradament el poder reial i s'acontenta amb els seus fruits, és a dir, amb el poder executiu: prohibeix, autoritza, nua, lliga i deslliga. Així fa la impressió de complir només les ordres del príncep i que aquest es troba darrere d'aquestes: evita utilitzar els seus atributs, els emblemes i títols reials, i procura restar a cobert de tota sospita a aquest respecte, per més que el seu poder sigui il·limitat. S'escuda en la barrera aixecada pel príncep i els seus avantpassats, per a posar límits a les exigències de la seva tribu en el moment de la fundació de la dinastia i procura passar per un simple mandatari del sobirà.
Si usurpes aquesta última prerrogativa règia, els partidaris i la tribu del monarca s'irritarien, i s'esforçarien a desbancar-lo i, com ell, de per si, manca d'una ideologia específica que el permeti regnar, uns gests massa evidents en aquest sentit l'abocarien al buit. Això és el que li va ocórrer a Espanya al fill d'Almansor, Abd-ar-Rahman ibn Muhàmmad: volgué compartir el títol califal amb Hixam II i la seva família; no es volgué acontentar només amb el poder executiu que havien exercit el seu pare i germà, volgué heretar el seu propi califa Hixam II; i els omeies i els curaixites, indignats i furiosos, es revoltaren: aquests esdeveniments posaren fi a la dinastia de ministres amírides i fou causa de la mort del mateix Hixam II.

## Història
La imatge del califa creat pels poetes cortesans i els tractadistes de dret públic de l'època abbàssida és la que ha perdurat, pràcticament incanviable. Es considerà el califat com una institució necessària per a la supervivència de l'islam, i al califa com a impecable, infal·lible i mantingut dintre de la llei per la força coercitiva moral d'aquesta. I en naixerien els abusos. Només algun esperit fort medieval, com Ibn Khaldun, sotjà la falsedat de tal doctrina, que en el segle xx posà de manifest l'erudit egipci Alí Abd-al-Raziq (1925), el qual, en un moment de crisi per a tots els valors tradicionals de l'islam, el de la supressió del califat per la República turca, feu observar que, ni en el temps dels immediats successors de Mahoma, el càrrec en qüestió havia significat allò que els integristes pretenien.
El seu estudi, exhaustiu, assenyalà que Mahoma reuní en ell, ensems, dues qualitats distintes: la de profeta i la de sobirà. La primera era intransmissible i morí amb ell. I el primer califa ho deixà ben assentat en adoptar el títol de lloctinent, que això és el que indica la veu àrab en qüestió (i per això el califa del Protectorat espanyol del Marroc tenia, com a origen de la seva autoritat, la que li havia delegat el seu sobirà, el soldà del Marroc, amb residència a Rabat). El que resultà clar és que, si el primer sobirà Abu-Bakr as-Siddiq s'anomenava lloctinent del lloctinent de l'Enviat de Déu, aquests títols, a mesura que anessin corrent els segles, amenaçarien de fer-se interminables; és per això que s'optà per tirar endavant i donar a tots els successors el mateix títol que havia ostentat Abu-Bakr.
Ara bé, els polítics abbàssides es preocuparen de fer caure el primer genitiu, i transformaren el seu sobirà en lloctinent de Déu (a la Terra). Passà a ser una espècie de Lluís XIV o Innocenci III musulmà. Que els successors de Mahoma no foren apòstols es prova des del moment que determinats musulmans com Sad ibn Ubada es negaren a reconèixer Abu-Bakr, sense caure per això en l'heretgia.
Podria argüir-se que, en vida de Mahoma, allò civil i religiós estaven tan estretament lligats que no es podia concebre profecia sense sobirania, i que la primera havia estat qüestionada davant determinats actes del govern i institucions creades per aquell. Exemple de l'últim seria la instauració del gihad o guerra santa. L'islam pot subsistir sense necessitat de cap califa ni clergat, ja que és una religió laïcitzant i, entre els monarques successors, hi hagué individus de tota mena, des dels pietosos fins als llibertins i despòtics.
Muàwiya I estava interessat que es jurés com a successor el seu fill Yazid. En l'assemblea convocada per això, un dels assistents s'aixecà i va dir: El príncep dels creients és aquest -i assenyalà Muàwiya-; si mor, serà aquest -i assenyalà Yazid-, i per aquells que no ho acceptin, serà aquest -i desembeinà el sabre.

## Ibn Hani
Un dels màxims poetes andalusins fou Ibn Haní, sevillà que, pels seus costums depravats o pel seu xiisme, hagué d'abandonar la seva pàtria i refugiar-se en la naixent cort fatimita, en què va fer les delícies d'Al-Muïzz amb els seus panegírics, i va tenir la sort d'assistir a les grans victòries que s'estaven assolint a Egipte. I com a bon poeta memorialista increpà els vençuts amb aquests versos:
| « | Els abbàssides pregunten: -És que ha estat conquerit Egipte?- Contesta als abbàssides: Sí, és un fet complert. Xawhar ha deixat enrere Alexandria; la victòria se li ofereix, l'èxit el precedeix. Egipte li ha enviat parlamentaris i ha afegit un pont a les voltes del seu. L'avui, fills dels abbàssides, ja no us pertany; us heu quedat sense Egipte i sense moltes ciutats. No parleu més del vostre poder d'èpoques passades; aquest temps ja no existeix, estem en una altra era. Dubteu del nostre exèrcit? Paciència! Espereu! Aquí hi ha les llances de les nostres tropes inacabables. Els cavallers de Déu pugen, brillant, per sobre de la religió i del món, de la mateixa forma que puja l'aurora. Heus ací el fill del profeta, que continua la seva venjança: l'home de bé mai l'oblida. Deixeu abeurar els cavalls a l'Eufrates; arribarà, encara que no vulgueu, a un torrent o a un riu. És que dubtem que el sol sigui el sol quan brilla davant els nostres ulls sense estar ocult per cap núvol? I, si bé ho penseu, el sol només és un signe, res més que un signe i una advertència per a vosaltres. Vinga! Sigueu espigues que es neguen o vassalls d'un rei que amb les seves mans imparteix la vida i la mort. Veniu a un aiguader els pous del qual no s'assequen, igual que les perles que mai s'exhaureixen. Obeïu un imam que sobrepuja els imams de la mateixa manera que les pràctiques rituals resten en no res davant la caritat. Si el seguiu, és el vostre protector; ell és l'únic entre vosaltres que, descendent de l'Enviat de Déu, va directe a la glòria. Si no, marxeu. Entre vosaltres, ocorrerà quelcom que el temps no confessarà. Les nobles sures foren revelades pel parent d'Alí o pel vostre llibert? .. .. .. .. .. .. .. .. ... És que no veieu que en aquest univers immens no hi resta ni un pam de terra per als abbàssides? El món pertany a la família de Mahoma, i la seva dinastia, verge, arrossega la cua del seu vestit de noces. Per a tu, al- Muizz, s'han preparat ofrenes, els adorns de les quals són la poesia, i el significat n'és la prosa. Al- Muizz ha restablert els drets dels aliens; omple de beneficis els seus i molt més els reserva. Ell fortifica la vida, la religió i a aquells als quals l'uneixen llaços de sang. Quants elogis mereix! El sac del perill i els aliens en l'Orient i Occident transformà la seva por i terror en tranquil·litat. Cada xiïta avança, orgullós, com si tingués Síria a la mà i la Lluna en el rostre. | » |